# Geno (Mario)
Geno es un personaje ficticio de la serie de Super Mario, cuyo nombre verdadero (♥♪!?), en la traducción inglesa original, es impronunciable. Es propiedad de Square Enix.

## Apariciones

### Super Mario RPG
Fue enviado al Reino Champiñón para encontrar los siete pedazos de la Senda Estelar (star road). Usando un muñeco (El muñeco se llama Geno, el nombre de la estrella es ♥♪!?) como anfitrión para obrar recíprocamente con el mundo físico, Geno empezó buscar los pedazos de estrella junto a Mario y sus amigos.
Encontró a Mario y a Mallow durante su batalla con Bowyer, aceptando su ayuda en la batalla. Derrotado Bowyer, Geno explicó a Mario y Mallow sobre su misión para encontrar los pedazos de la estrella y para reparar el Camino de la estrella (star road). Después de explicar todo, Geno decide viajar con Mario y Mallow en esperanzas de encontrar los pedazos de la estrella. Después de destruir a Smithy y de reclamar los siete pedazos de la estrella, Geno deja el cuerpo del muñeco y después de agradecerle a sus nuevos amigos, fue al cielo para reparar el camino de la estrella (star road).

#### Poderes en Batalla
Los ataques de Geno son de magia y proyectiles; sus ataques regulares tiran a varias balas e incluso a los puños-cohete accionados de sus brazos, mientras que sus ataques especiales tienden para implicar los haces de luz tirados de un cañón. Él puede ser el personaje más rápido, teniendo una velocidad baja de 30. La nota particular está su ataque del "Giro de Geno”(Geno Whirl), que, si se mide el tiempo correctamente, puede producir 9999 puntos del daño a los enemigos. Algo curioso de este ataque, es que es inmune ante jefes, a excepción de Exor.

#### Movimientos Especiales
Los movimienots especiales de Geno son en su mayoría, ataques mágicos de gran poder, todos son una especie de haces luminosos que causan gran daño al enemigo, estos son:
- Geno Beam: Recargando energía, Geno dispara una rayo de luz azul a un enemigo. Si se mantiene presionada Y, aparecen 3 estrellas, haciendo que el ataque sea más potente.

- Geno Boost: Usando su magia, Geno aumenta el ataque de sus compañeros, si el jugador presiona Y en el momento que desaparece la última flecha roja, el ataque aumentará la defensa del compañero.

- Geno Whirl: Geno arroja varios discos amarillos de luz a un enemigo. Si el jugador presiona Y cuando todo el ataque tocó al enemigo, este producirá 9999 puntos de daño, siendo el ataque más fuerte del juego, nu funciona con los jefes de área, excepto Exor y los clones de Yaridovich.

- Geno Blast: Geno pide energía al cielo, atacando a todos los enemigos con varios coloridos haces de luz.

- Geno Flash: Geno se transforma en un cañón y arroja un enorme golpe de energía en forma de sol que ataca a todos los enemigos.

### Mario & Luigi: Superstar Saga
En el juego Mario & Luigi: Superstar Saga, un muñeco de Geno se utiliza para explicarle a los jugadores cómo jugar el minijuego del Centro de juegos de Lili-Champiñón, en el que el premio es un Champiñón Invencible.
También en los créditos de dicho juego se da por escrito que Geno es propiedad y copyright de Square Enix. Esto fue eliminado en la adaptación para 3DS del mismo juego.

### Aparición enSmash Bros. Brawl(equivocación y rumores)
Se dice que Geno pudo haber aparecido en Smash Bros. Brawl ya que apareció en la lista publicada por el creador de este juego, Masahiro Sakurai.  Geno es propiedad de Square Enix, la compañía que creó Super Mario RPG junto con Nintendo, las habilidades de este personaje lo hacen un perfecto combatiente en esta entrega de lucha, muchas páginas web incluso le han colocado los poderes en el orden que se adecuen a los que suelen utilizar en una entrega Smash Bros. Sin embargo, al final quedó descartado y no apareció en esta entrega por motivos de conflicto de copyrights con Square, lo cual se rumora que causó un retraso de SSBB, ya que él estaba incluido y tuvo que ser eliminado; este último dato es totalmente incomprobable y potencialmente falso, en internet circula una versión de "Beware the forest´s Mushrooms" (la canción del bosque donde se encuentra Geno) argumentando que es originaria de Brawl, cuándo fue subida en el año 2006 a una página web, dedicada a subir canciones basadas de videojuegos, no se sabe quién realizó esa versión y se subió en 2009 en Youtube con la falsa información que pertenece a los datos ocultos del CD del juego.
Super Smash Bros for 3DS/Wii U
Geno aparece como traje de Mii en DLC.     
Super Smash Bros Ultimate
Geno aparece como espíritu como parte de la saga Super Mario RPG: Legend of the Seven Stars. Indicando que no forma parte de la saga Super Mario (de Nintendo), ya que es propiedad de Square Enix. También se ha regresado el traje Mii desde Smash para 3DS/Wii U junto con la llegada de Sephiroth a los luchadores.
- Datos: Q3759870